# Dorothy L. Sayers

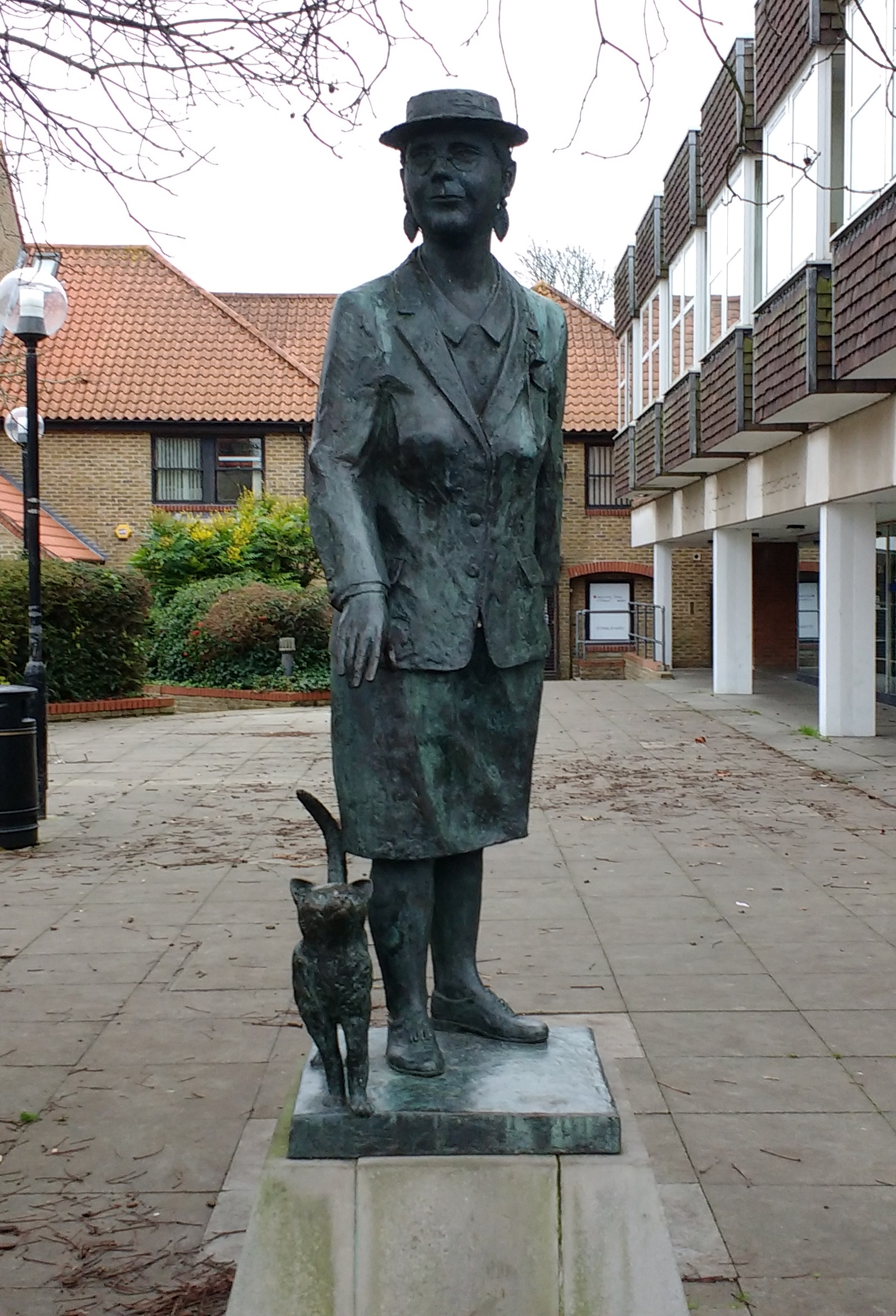
Dorothy-Sayers-Statue in Witham

Dorothy Leigh Sayers ['sɛ:ə̯z], auch: [ˈseiəz] (* 13. Juni 1893 in Oxford; † 17. Dezember 1957 in Witham, Essex) war eine englische Schriftstellerin, Essayistin und Übersetzerin. Ihre Kriminalromane, die scharfsinnige, einfühlsame Milieuschilderungen der 1920er- und 1930er-Jahre enthalten, begründeten ihren Ruf als eine der herausragenden „British Crime Ladies“.
Ihr Werk war zum Zeitpunkt ihres Todes weitgehend in Vergessenheit geraten. Wiederentdeckt wurde es zunächst im Rahmen der Frauenbewegung der späten 1960er-Jahre. Eine Verarbeitung ihrer Lord-Peter-Wimsey-Romane für eine Fernsehserie, die die BBC zu Beginn der 1970er-Jahre produzierte und ab 1973 ausstrahlte, machte Dorothy L. Sayers einem weiten Leserkreis erneut bekannt. Diese Romane gelten heute als wichtige Werke der klassischen Detektivgeschichte, wie sie vor allem von britischen Autoren im Zeitraum zwischen den beiden Weltkriegen verfasst wurden.
Die britische Zeitung The Guardian nahm 2009 zwei ihrer Kriminalromane, nämlich Der Tote in der Badewanne (1923) und Mord braucht Reklame (1933) in die Liste der tausend Romane auf, die jeder gelesen haben sollte.

## Leben

### Kindheit
Dorothy Sayers wurde 1893 in einem Haus in der Brewer Street in Oxford geboren, wo ihr Vater, Reverend Henry Sayers, Kaplan und Direktor der Christ Church Cathedral School war, einer dem College Christ Church benachbarten Privatschule für die Chorknaben des Christ Church Cathedral-Chor. Ihre Mutter Helen Mary Leigh war Tochter eines Anwalts, die mütterliche Familie zählte zum englischen Landadel mit einer nachweisbaren Familiengeschichte bis zurück zur Herrschaft Heinrichs III. Dorothy Sayers war die einzige Tochter des Ehepaars, im Haushalt der Sayers lebten außer mehreren Dienstboten zwei Tanten sowie ihre Großmutter väterlicherseits.
Obwohl Sayers nur die ersten vier Jahre ihrer Kindheit in Oxford verbrachte, erinnert sie sich in dem autobiografischen Fragment My Edwardian Childhood deutlich an Einzelheiten wie Ausflüge mit ihrem Kindermädchen auf das Universitätsgelände, das Schlagen der Glockentürme sowie den Schäferhund, der dem Christ Church Cathedral-Chor gehörte.
1897 nahm ihr Vater eine Pfarrstelle im Osten Englands an, in der Nähe der Ortschaft Huntingdon. Die Oxforder Dienstboten, die Mutter von Henry Sayers sowie eine der Tanten zogen mit der Familie um. Die Pfarrei lag weitgehend isoliert. Sayers wurde zu Hause von ihren Eltern sowie einer Reihe von Gouvernanten erzogen. Sie konnte bereits mit etwas mehr als vier Jahren lesen. Ihr Vater begann sie ab ihrem sechsten Lebensjahr in Latein zu unterrichten und dank ihrer Gouvernanten erlernte sie ein ausgezeichnetes Französisch sowie passables Deutsch. Ihr Unterricht konzentrierte sich auf Literatur, Sprachen und Musik, dagegen wurde sie in Mathematik und Naturwissenschaften kaum unterrichtet. Von ihrem Vater scheint sie musikalisches Talent geerbt zu haben. Er gab ihr ab ihrem sechsten oder siebten Lebensjahr Geigenunterricht, später lernte sie auch Klavier spielen und erhielt Gesangsunterricht. Sayers wuchs weitgehend isoliert von gleichaltrigen Kindern auf, denn Klassenschranken verhinderten, dass sie in der Pfarrgemeinde Spielkameraden fand. Als Erwachsene beklagte sie ihre verhätschelte Kindheit, in der sie nahezu ausschließlich von weitaus älteren Personen umgeben war.

### Internat und Studium

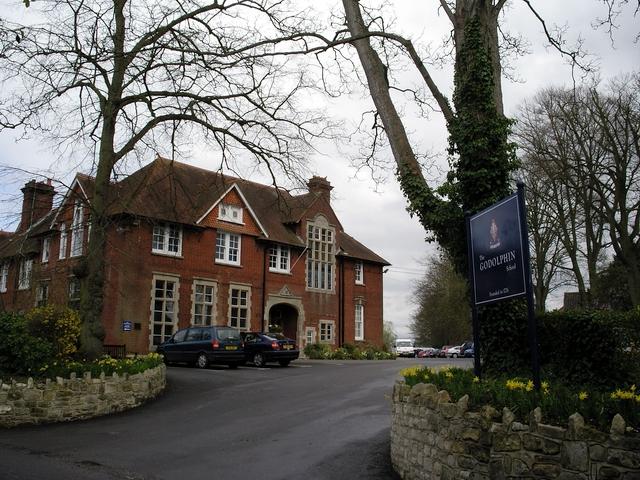
Das Internat Godolphin im Jahr 2006

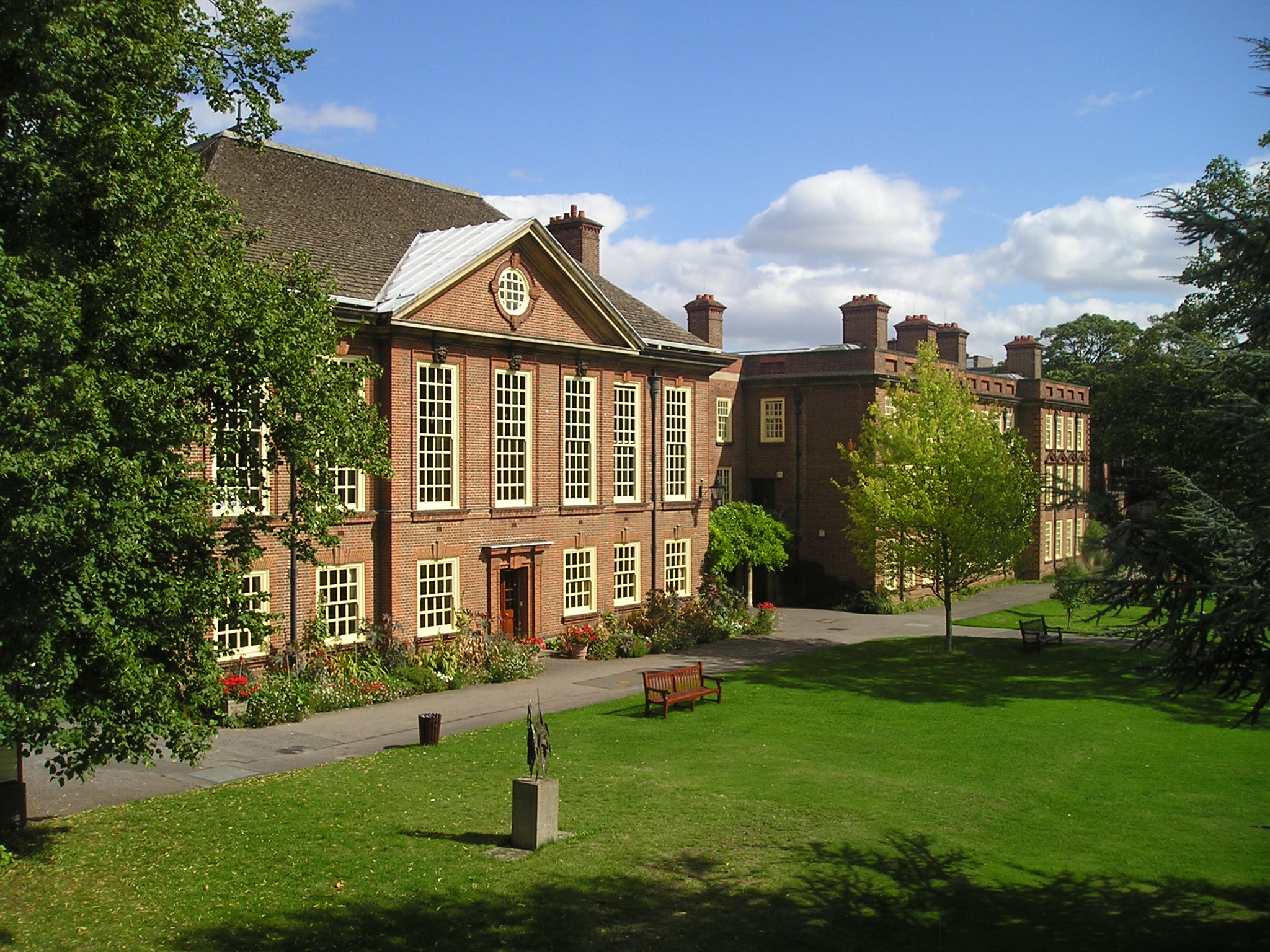
Das Somerville College im Jahr 2006

Ihre Eltern entschieden sich im Sommer 1908, ihre Tochter auf das Mädcheninternat Godolphin School in Salisbury zu schicken. Damit sollte ihr der Weg für eine universitäre Ausbildung geebnet werden. Ihre Schulausbildung begann im Januar 1909. Während sie sehr belesen und gut in Sprachen ausgebildet war, lag sie vor allem in Mathematik weit hinter gleichaltrigen Mädchen zurück. Sie erwies sich weder unter ihren rund 200 Mitschülerinnen noch unter ihren Lehrern als sonderlich beliebt. Sie wurde als begabt, jedoch oberflächlich beurteilt und galt als unfähig, mit Kritik umzugehen. Sayers spielte im Schulorchester die erste Geige und spielte im Schultheater mit, fand aber nur wenige enge Freunde. Sie wurde auf Wunsch ihrer Eltern gemeinsam mit ihren Mitschülerinnen im Jahre 1910 konfirmiert. Jahre später erinnerte sie sich daran, dass diese Erfahrung, die sie nur widerwillig über sich ergehen ließ, zu einer über lange Jahre bestehenden Skepsis gegenüber Religion führte, da sie diesen Schritt nur als einen einer sinnentleerten Tradition entsprechenden empfand.
Während einer Masern-Epidemie im Frühjahr 1911 erkrankte sie zusätzlich an einer lebensbedrohlichen doppelseitigen Lungenentzündung, die eine lange Genesungsphase im Krankenhaus und in der elterlichen Pfarrei nach sich zog. Die zu diesem Zeitpunkt knapp achtzehnjährige Sayers verlor durch die Krankheit auch all ihre Kopfhaare und kehrte im Herbst 1911, eine Perücke tragend, an ihr Internat zurück. Sie wurde aber wenig später von den Eltern von der Schule genommen, als eine Scharlachepidemie ausbrach. Sayers schloss ihre Schulausbildung per Fernunterricht ab und bereitete sich auf die Bewerbung für eines der Stipendien am Somerville College in Oxford vor –, damals eines der beiden Colleges, das Frauen offenstand. Ihr Studium nahm sie im Herbst 1912 auf. Sie studierte klassische und moderne Sprachen und erlangte 1915 den Abschluss First Class Honours in mittelalterlichem Französisch.
Anders als am Internat fand Sayers in Oxford Gleichgesinnte. Mit einer anderen Studentin gründete sie im ersten Semester die „Mutual Admiration Society“, eine kleine Gruppe von am Schreiben interessierten Studentinnen, mit denen sie über lange Jahre Verbindung hielt. Einem Mitglied dieser Gruppe, nämlich Muriel „Jim“ Jaeger, widmete Sayers ihren ersten Kriminalroman Der Tote in der Badewanne (1923).

### Erste Veröffentlichungen
Während eines Frankreichaufenthalts wurde Sayers im Jahr 1914 vom Ausbruch des Ersten Weltkrieges überrascht. Als Freiwillige half sie, belgische Kriegsflüchtlinge unterzubringen. Nach dem Studienabschluss plante sie zunächst, für das Rote Kreuz als Krankenpflegerin in Frankreich zu arbeiten. Aus dem Plan wurde jedoch nichts, und sie ging auch nicht auf das Angebot ihres Vaters ein, ihr ein Postgraduiertenjahr in Oxford zu finanzieren. Sie arbeitete stattdessen an Lyrik, zwölf ihrer Gedichte wurden im Dezember 1915 im Rahmen einer Anthologie publiziert. Ein Jahr später erschien ihr erster eigener Gedichtband Op. I., der von dem Oxforder Verleger Basil Blackwell herausgegeben wurde, der auch erster Verleger von Aldous Huxley sowie Osbert und Sacheverell Sitwell war. Weitere Gedichte konnte sie in anderen Publikationen unterbringen. Es war jedoch offensichtlich, dass sie sich eine Arbeitsstelle suchen musste, wollte sie nicht weiterhin im Haus ihrer Familie leben.
Sie fand schließlich eine Lehrerstelle an einer Mädchenschule in Kingston upon Hull, einer Industriestadt an der Küste der Nordsee. Der kriegswichtige Hafen dieser Stadt war wiederholt Angriffsziel deutscher Bombardements, bei denen Sayers immer wieder in Kellern Zuflucht suchen musste. Bedingt durch die psychischen Belastungen begann sie erneut, ihre Kopfhaare zu verlieren.
Nachdem Sayers in Kingston upon Hull zwei Semester unterrichtet hatte, intervenierte ihr Vater. Er hatte eine besser bezahlte Pfarrstelle übernommen und dieses zusätzliche Einkommen erlaubte ihm einen Handel mit Basil Blackwell: Wenn Blackwell seine Tochter im Verlagsgeschäft ausbildete, würde er für ihren Lebensunterhalt aufkommen. Sayers nahm dies willig an: Die Stelle erlöste sie von der wenig geliebten Lehrtätigkeit und sie konnte nach Oxford zurückkehren. 1918 erschien im Verlag Blackwell ihre zweite Gedichtsammlung Catholic Tales and Christian Songs.
Im Mai 1918 endete Sayers Tätigkeit für Blackwell. Es ist unklar, ob Basil Blackwell – der sein Verlagsgeschäft ab diesem Zeitpunkt auf die Veröffentlichung von Lehrbüchern umstellte – Sayers kündigte oder ob sie ihn aus eigenem Antrieb verließ. Ihren Lebensunterhalt verdiente sie mit dem Editieren von Texten, ein paar journalistischen Tätigkeiten und Nachhilfe.

### Die Lord-Peter-Wimsey-Romane
Sayers begann etwa um 1919, über das Schreiben von Kriminalromanen nachzudenken. Sie arbeitete zu dieser Zeit als Assistentin an einem privaten Jungeninternat in Verneuil (Normandie). Grund für diesen Aufenthalt war eine (letztlich unerwidert bleibende) Verliebtheit in Captain Eric Whelpton, der an dieser Schule arbeitete. Zum Lehrkörper gehörte auch Charles Crichton, ein Eton-Absolvent und ehemaliger Kavallerieoffizier. Obwohl Sayers und Crichton einander nicht besonders schätzten, hat Sayers Biografin Martha Hailey Dubose auf Parallelen zwischen dem Leben Crichtons und dem fiktiven des Lord Peter Wimseys hingewiesen. Bevor Crichton während der Kriegszeit sein Vermögen verloren hatte, lebte er in London unweit der fiktiven Adresse Wimseys, frequentierte dieselben Clubs, nahm aktiv am sozialen Leben in London teil, war regelmäßiger Gast in englischen Landhäusern und beschäftigte einen exzentrischen Butler mit Namen Bates, der während der Zeit des Ersten Weltkrieges als Ordonnanz tätig war.
Während ihrer Zeit in Verneuil befasste sich Sayers ausführlich mit Kriminalromanen und diskutierte brieflich mit Freunden wie George Douglas Howard Cole die Idee, ein Schreibsyndikat zu gründen, um gemeinsam Kriminalromane zu verfassen. Vergleichbare Schreibsyndikate gab es bereits – die populäre, in Pulp-Magazinen veröffentlichte Sexton-Blake-Reihe wurde von dutzenden Autoren verfasst.
1920 veröffentlichte Sayers zwei Gedichte, darunter ein Liebesgedicht an eine „Veronica“ in der ersten homosexuellen Zeitschrift Großbritanniens, The Quorum. Im September 1920 kehrte Sayers nach London zurück und war trotz einiger Übersetzungsaufträge zunächst weitgehend auf die finanzielle Hilfe ihres Vaters angewiesen, um ihren Lebensunterhalt zu finanzieren. Sie nahm vorübergehend wieder eine Tätigkeit als Lehrerin an, befasste sich aber an ihren Samstagen im Lesesaal des British Museums mit Kriminologie. An ihre Mutter schrieb sie im Januar 1921:

„Mein Kriminalroman beginnt heiter mit dem Fund einer toten korpulenten Dame, die in einer Badewanne liegt und nichts trägt außer ihrem Kneifer.“

Angetrieben von ihrer Freundin Muriel Jaeger arbeitete Sayers im ersten Halbjahr 1921 an ihrer Kriminalgeschichte weiter. Während eines Aufenthalts bei ihren Eltern im Sommer des Jahres beendete sie ihre Arbeit an Der Tote in der Badewanne mit Lord Peter Wimsey als Protagonisten. Wenig später fand sie eine Stelle als Werbetexterin in der Londoner Werbeagentur S. H. Bensons, in der sie zehn Jahre lang arbeitete. Ihr zeitweiliger Begleiter, der Schriftsteller John Cournos, vermittelte ihr einen Kontakt mit dem US-amerikanischen Literaturagenten Boni and Liveright, der diesen Roman an den britischen Verlag Fisher Unwin verkaufte und in den USA als Fortsetzungsreihe im People’s Magazine platzierte. John Cournos, der mit Sayers brach, weil sie sich dem Geschlechtsverkehr mit ihm verweigerte, ist gleichzeitig das Vorbild für den Protagonisten Philip Boyes in dem 1930 veröffentlichten Kriminalroman Starkes Gift (Strong Poison). Für Boyes ist die Zustimmung einer Frau zum vorehelichen Geschlechtsverkehr der Test, inwieweit sie bereit ist, sich seinem Willen zu unterwerfen.

### Uneheliche Mutter
Zu Weihnachten stellte Dorothy Sayers ihren Eltern den Freund Bill White vor. Anders als Cournos war er ohne jegliche literarische Ambitionen –, White arbeitete gelegentlich als Autoverkäufer und -mechaniker. Im Juni 1923 wusste Sayers, dass sie von White schwanger war, der ihr erst jetzt gestand, verheiratet zu sein. In den 1920er Jahren hatte es erhebliche Konsequenzen, Mutter eines unehelichen Kindes zu werden. Sayers entschied sich gegen eine Abtreibung, gleichzeitig gelang es ihr, sowohl gegenüber ihren Freunden, ihren Eltern als auch ihrem Arbeitgeber ihre Schwangerschaft geheim zu halten. Erst zwei Monate vor der Niederkunft ließ sie sich von ihrem Arbeitgeber beurlauben, hielt ihre Eltern mit einer Ausrede fern und brachte am 3. Januar 1924 in einem Entbindungsheim in Southbourne bei  Bournemouth einen Sohn zur Welt, den sie auf den Namen John Anthony taufte. Kurz vor der Niederkunft hatte sie an ihre Cousine Ivy Amy Shrimpton geschrieben, die gemeinsam mit ihrer Mutter Pflegekinder aufzog. Sie hatte zuvor vorgegeben, bei dem fraglichen Kind handele es sich um das Kind einer Freundin. Erst nachdem ihre Cousine zugestimmt hatte, das Kind aufzunehmen, gestand sie ihr die volle Wahrheit.
Ihre Arbeit in der Werbeagentur nahm sie wenig später wieder auf, von White trennte sie sich wenige Monate nach der Geburt. Fast zeitgleich wurde ihr zweiter Kriminalroman Diskrete Zeugen (Clouds of Witness, erschienen 1926) fertig. Sayers stand diesem Werk, das sie sich mühselig abgerungen hatte, immer distanziert gegenüber, weil es sie an die schwierigen Jahre 1922 bis 1924 erinnerte. In einem Brief an John Cournos, eine der wenigen Personen, denen gegenüber sie ihr uneheliches Kind eingestand, nannte sie es „ein verfluchtes Buch — verbunden mit jeder Form von Demütigung und Elend“.
Am 13. April 1926 heirateten Dorothy Sayers und Oswald Arthur „Mac“ Fleming. Ihr zuvor geschiedener Ehemann war Hauptmann im Ersten Weltkrieg gewesen und nun als Journalist tätig. Er hatte aus seiner ersten Ehe zwei Töchter. Sayers, die ihren Eltern gegenüber ihren unehelichen Sohn nie eingestand, hatte zunächst die Sorge, dass die Eltern die Ehe mit einem geschiedenen Mann – nach der Lehre der Church of England eine nicht anerkannte Verbindung – ablehnen würden. Ein Familienskandal um des Vaters Bruder, der in flagranti beim Ehebruch ertappt worden war, trug dazu bei, dass die Eltern die Ehe ihrer Tochter akzeptierten, auch wenn sie an der Hochzeitszeremonie nicht teilnahmen.

### Dorothy Sayers und John Anthony

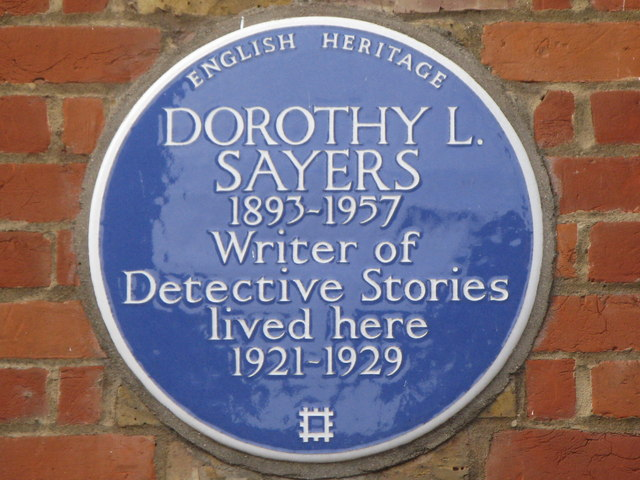
Erinnerungsplakette an Dorothy Sayers, 23 & 24 Gt. James Street, WC1

Mac Fleming hatte gelassen darauf reagiert, dass Sayers einen unehelichen Sohn hatte. Er lernte ihn im Mai 1926 kennen, allerdings wurden Pläne, John Anthony in die Familie zu integrieren, immer wieder aufgeschoben. Sowohl Sayers als auch Fleming hatten umfangreiche berufliche Verpflichtungen und das Apartment in der 23 Great James Street, das Sayers von 1921 bis 1929 bewohnte, war zu klein, um ein Kind unterzubringen. Martha Hailey Dubose bezweifelt außerdem die Ernsthaftigkeit von Sayers Absichten, ihren Sohn selbst großzuziehen. Selbst als das Apartment in der Great James Street ausreichend erweitert wurde, um ein vierjähriges Kind und ein Kindermädchen unterzubringen, beließ sie das Kind bei ihrer Cousine. 1935 adoptierte das Ehepaar zwar Sayers Sohn auch de iure. Er lebte jedoch nie in Sayers’ Haushalt, sondern wuchs im Haushalt ihrer Cousine auf, bis er alt genug war, um auf ein Internat zu gehen.
Sayers unternahm große Anstrengungen, um ihrem Sohn eine gute Erziehung angedeihen zu lassen. Zwischen ihr und ihrem Sohn bestand ein enger Briefkontakt. Er tauschte sich beispielsweise zu Beginn der Jahre 1939 intensiv mit ihr aus, ob er Geistes- oder Naturwissenschaften studieren sollte. Er gewann 1941 ein Stipendium für das Balliol College in Oxford, schob aber sein Studium auf, um sich in den Dienst der Kriegsanstrengungen zu stellen und für die Royal Air Force als Techniker zu arbeiten. Erst 1945 begann er mit seinem Studium und beendete es – wie zuvor seine Mutter – mit einem hervorragenden Ergebnis.
John Anthony dürfte spätestens seit seiner Jugend geahnt haben, dass Dorothy Sayers seine Mutter war. Bestätigt wurde dieser Verdacht jedoch erst, als er auf Grund einer Passbeantragung seine Geburtsurkunde erhielt. Es ist nicht bekannt, ob es zwischen Dorothy Sayers und John Anthony jemals eine ausführlichere Diskussion der gemeinsamen Vergangenheit gab.

### Dorothy Sayers und Mac Fleming
Mac Fleming gehörte zu den Veteranen des Ersten Weltkriegs, war Opfer eines Gasangriffes gewesen und litt unter Shell Shock. Die Folgen dieser Kriegsverletzungen und -traumata wurden erst in der zweiten Hälfte der 1920er-Jahre sichtbar. 1928 hatte sich sein gesundheitlicher Zustand bereits so verschlechtert, dass er seine Stellung bei News of the World aufgeben musste. Als freier Journalist verfügte er über kein stetiges Einkommen mehr, Fleming hatte außerdem Steuerschulden. Das Ehepaar war zunehmend auf Sayers Einkommen angewiesen.
Im September 1928 starb unerwartet Sayers Vater. Neben der Trauer um den Verlust ihres Vaters war Sayers auch mit der Frage konfrontiert, was aus ihrer Mutter und ihrer Tante Mabel Leigh werden sollte. Die Witwe hatte für das Pfarrhaus kein Wohnrecht, doch schließlich kaufte Sayers ein Haus in Witham (Essex). Das Haus bewohnte das Ehepaar gemeinsam mit der Pfarrerswitwe und Sayers Tante. Es blieb Hauptwohnsitz des Ehepaares, auch nachdem Sayers Mutter 1929 und Sayers Tante 1930 gestorben waren.

### Der Detection Club
Sayers schrieb zu der Zeit an dem einzigen Kriminalroman, der nicht Lord Peter Wimsey als ermittelnde Hauptperson hat. The Documents in the Case (dt. Die Akte Harrison, 1930), an dem sie gemeinsam mit Robert Eustace arbeitete, basiert auf einem tatsächlichen Mordfall: Edith Jessie Thompson und Frederick Edward Francis Bywaters ermordeten den Ehemann von Thompson und wurden dafür im Jahre 1923 hingerichtet. Sayers nutzte hier die Form eines Briefromans, der ihr die Möglichkeit gab, den Mordfall aus der Perspektive unterschiedlicher Ich-Erzähler wiederzugeben. Der Roman ist gleichzeitig eine Hommage an den britischen Schriftsteller Wilkie Collins. Sie begann um diese Zeit auch an einer Biografie über Wilkie Collins zu arbeiten. Die Arbeit zog sich über zwei Jahrzehnte hin und war bis zu ihrem Tode nicht fertiggestellt.
Grundsätzlich hatte Sayers ihre wissenschaftlichen Interessen nie vernachlässigt. Das Schreiben von Kriminalromanen war eine Einnahmequelle, ihr Ziel blieb es jedoch, literaturwissenschaftliche Werke zu verfassen. Hierzu gehört auch die Übersetzung von Tristan in Brittany, ein Gedicht des anglo-normannischen Dichters Thomas d’Angleterre aus dem 12. Jahrhundert.
Sayers zählt zu den Gründungsmitgliedern des Detection Club, einer Vereinigung zur Förderung des klassischen Kriminalromans. Der Club gründete sich formal im Jahr 1932, jedoch stand der Kreis der Mitglieder schon vor der Gründung miteinander in Verbindung. Die Club-Mitglieder mussten sich zur Einhaltung bestimmter Regeln verpflichten, die vor allem die Fairness gegenüber dem Leser gewährleisten sollten. Prominente Mitglieder waren z. B. Agatha Christie und G. K. Chesterton, E. C. Bentley, George Douglas Howard Cole und seine Ehefrau Margaret sowie Ronald Knox.

### Abkehr vom Kriminalroman
Die Beziehung zu Mac Fleming entwickelte sich in den 1930er Jahren problematischer. Der infolge seiner Kriegsverletzungen zunehmend arbeitsunfähige Fleming litt darunter, mit einer Autorin verheiratet zu sein, die ihn in der öffentlichen Wahrnehmung bei weitem überstrahlte. Gesichert ist, dass Sayers erwog, ihren Ehemann zu verlassen, die Trennung aber letztlich aus Pflichtgefühl unterließ.

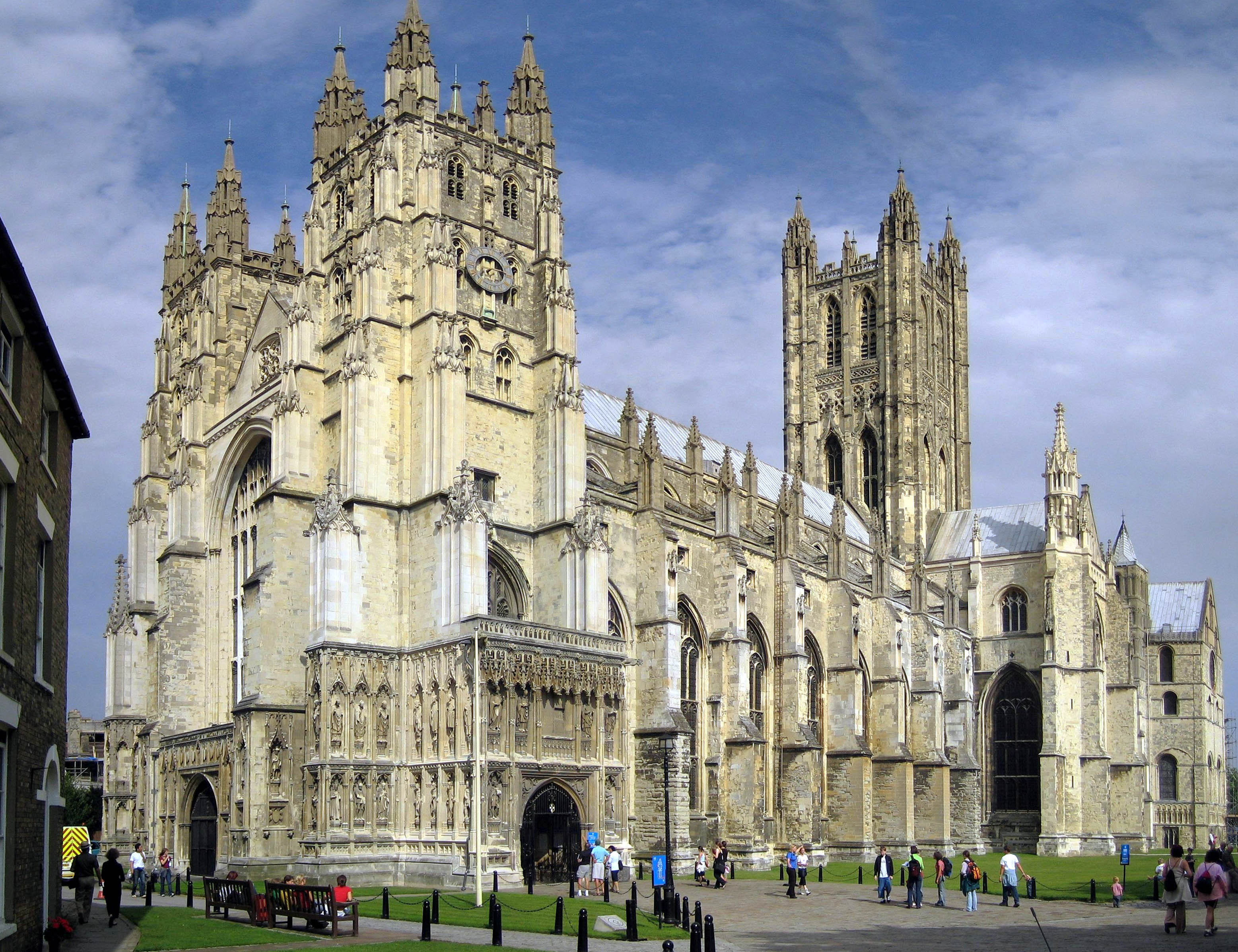
Canterbury Cathedral, für deren Festival Sayers Theaterstücke schrieb

Sayers erlaubte es sich, vom Schreiben von Kriminalromanen Abstand zu nehmen. Im Oktober 1936 erhielt die Autorin von Margaret Babington, der Organisatorin des Canterbury Festivals der Canterbury Cathedral, die Anfrage, ob Sayers bereit sei, für das jährliche Festival ein Theaterstück zu schreiben. Es war ungewöhnlich, dass die Wahl auf Sayers fiel, denn die beiden Theaterstücke der vorangegangenen Canterbury Festivals waren T. S. Eliots Murder in the Cathedral und Charles Williams’ Thomas Cranmer of Canterbury. Martha Hailey Dubose erklärt die Wahl damit, dass es zwar viele erfahrene britische Bühnenschriftsteller gab, aber nur wenige, die bekannt, kompetent und gleichzeitig christlich waren. Das Theaterstück The Zeal of Thy House, das Sayers für das Canterbury Festival schrieb, leitete eine Dekade in ihrem Schaffen ein, in der sie sich fast ausschließlich auf das Schreiben von Theaterstücken, Essays und theologischen Büchern konzentrierte.
1939 erhielt Sayers den Auftrag, für das Festival ein weiteres Theaterstück zu schreiben. The Devil to Pay wurde im Juni 1939 uraufgeführt. 1938 schrieb sie außerdem für das Kinder-Radioprogramm der BBC ein Krippenspiel. Ihre Romanfigur Lord Peter Wimsey feierte in anderer Form Wiederauferstehung. Zwischen November 1939 und Januar 1940 erschienen in der britischen Zeitschrift Spectator elf Briefe, die verschiedene Mitglieder der Wimsey-Familie an Lord Peter richteten, der irgendwo in Europa an der Front diente.
Auch ihre Arbeit für die BBC setzte sie fort: The Man Born to Be King war ursprünglich als jeweils halbstündige Serie über das Leben Christi für das Kinderprogramm gedacht, entwickelte sich jedoch dann nach verschiedenen Auseinandersetzungen zwischen Sayers und Führungskräften der BBC zu einer Serie für das allgemeine Programm, die eine begeisterte Zuhörerschaft fand. 1941 kam schließlich The Mind of the Maker heraus, eine Sammlung von Essays über den kreativen Prozess. Literaturwissenschaftlich gilt dies als ihr wichtigstes Werk. Dem folgte ihre Übersetzung der Göttlichen Komödie von Dante Alighieri.
Mac Fleming starb am 9. Juni 1950 nach langer schwerer Krankheit. Trotz der Spannungen, die in der Ehe bestanden hatten, stellte Sayers in Briefen an ihre Freunde fest, dass sie ihren Ehemann vermisste. Neun Monate später starb auch Sayers Cousine Ivy Shrimpton, die Dorothy Sayers Sohn John Anthony aufgezogen hatte. Erbin des Vermögens von rund 4000 britischen Pfund war Sayers, sie gab das Geld jedoch an ihren Sohn weiter.
Dorothy Sayers starb am 17. Dezember 1957 im Alter von 63 Jahren in ihrer Wohnung an einem Schlaganfall. Aufgrund des Testamentes erbte ihr Sohn John Anthony ein Vermögen von 34.000 Britischen Pfund, das einer damaligen Kaufkraft von ca. 350.000 DM entsprach. Gegenüber der Presse beharrte John Anthony darauf, ein adoptiertes Kind zu sein.
Die Asche von Dorothy Sayers wurde in einer Kapelle der ausgebombten St. Anne’s Church in Soho beigesetzt, wo sich seit 1978 auch eine Erinnerungsplakette befindet.

## Werkbeschreibung
Dorothy L. Sayers – sie legte Wert auf die Abkürzung L. – ist vor allem bekannt für ihren Amateurdetektiv Lord Peter Wimsey. Der englische Aristokrat ist Protagonist einer Reihe von Kriminalromanen und Kurzgeschichten von hohem literarischem Rang. Die Wahl eines adeligen Amateurdetektivs ist ein literarischer Kunstgriff: Eines der grundlegenden Probleme von Kriminalromanen des 19. und frühen 20. Jahrhunderts war die soziale Schichtzugehörigkeit des ermittelnden Polizeiangestellten. Er gehörte typischerweise sozialen Schichten an, deren Mitgliedern ein verdecktes Ermitteln im oberen gesellschaftlichen Milieu unmöglich war. Denn Sprache, unzureichende Kenntnisse von Umgangsformen und Bildung kennzeichneten sie als Personen, die dieser Schicht nicht angehörten. Gleichzeitig trafen jedoch Kriminalromane mit einer Handlung unter den Angehörigen der oberen Schichten auf ein besonderes Leseinteresse. Die US-amerikanische Autorin Anna Katharine Green führte mit ihrem Kriminalroman That Affair Next Door (erschienen 1897) erstmals eine Lösung dieses Problems ein, die von späteren Kriminalautoren mehrfach aufgegriffen wurde. Dem ermittelnden Polizeiinspektor wird eine weitere Figur an die Seite gestellt, die dieser Schicht angehört. Die Figur des Lord Peter Wimsey ist eine Abwandlung dieses Kunstgriffs. Lord Peter Wimsey ist in Dorothy Sayers Romanen die Hauptfigur, die durch Inspektor Parker ergänzt wird.
Einige dieser Kriminalromane wurden in zwei Serien von der BBC verfilmt, die erste in den 1970er Jahren mit Ian Carmichael und die zweite 1987 mit Edward Petherbridge in der Rolle des Lord Peter Wimsey. In einigen Wimsey-Krimis stellt Sayers ihrem Helden die Kriminalschriftstellerin und bald ebenfalls Amateurdetektivin Harriet Vane zur Seite, die den damals noch schwer durchsetzbaren, verpönten Anspruch des weiblichen Geschlechts auf Gleichberechtigung verkörpert. Im Laufe mehrerer Romane entwickelt sich eine Beziehung zwischen Vane und Lord Peter, die schließlich zur Hochzeit der beiden führt.
Dorothy L. Sayers’ zweiter Detektiv ist Montague Egg. Er ist Reisender für Weine und andere Spirituosen und sieht es gar nicht gerne, wenn einer seiner – zumeist wohlhabenden – Kunden das Zeitliche segnet. Von seinen Abenteuern handeln elf Kurzgeschichten (in: In the Teeth of the Evidence, Hangman’s Holiday).
1930 stellte Dorothy Sayers mit Mac Flemings Unterstützung eine Anthologie von Kriminal-Kurzgeschichten zusammen, die in Großbritannien unter dem Titel Great Short Stories of Detection, Mystery and Horror und in den Vereinigten Staaten unter dem Titel Omnibus of Crime auf den Markt kam. Den Kurzgeschichten ist eine kurze, von Sayers geschriebene Literaturgeschichte des Kriminalromans vorangestellt, die nach dem Urteil von Martha Hailey Dubose zu den besten und lesbarsten gehört, die jemals geschrieben wurden.
Sayers selbst befand ihre Übersetzung von Dantes Göttlicher Komödie ins Englische als ihre beste Arbeit.
Sie schrieb auch religiöse Essays und Schauspiele. Am bekanntesten ist wohl die Hörspielreihe Zum König geboren (The Man Born to Be King), die im Auftrag der BBC entstand.
Weltanschaulich gilt Dorothy Sayers als eine christliche Humanistin.

## Auszeichnungen
- 1996: Rusty-Dagger-Auszeichnung für den besten Roman der 1930er Jahre
- 2007: Archie-Goodwin-Award-Auszeichnung für das schriftstellerische Lebenswerk (posthume Verleihung)

## Bibliografie

### Lord-Peter-Wimsey-Romane
- Whose Body? T. Fisher Unwin, London 1923. 
  - Deutsche Ausgabe: Der Tote in der Badewanne. (= Die schwarzen Kriminalromane, Band 51). Scherz Verlag, Bern 1952.
  - Taschenbuchausgabe: Ein Toter zu wenig. Aus dem Englischen übersetzt von Otto Bayer. Rowohlt, Reinbek bei Hamburg 1981.
- Clouds of Witness. T. Fisher Unwin, London 1926. 
  - Deutsche Ausgabe: Lord Peters schwerster Fall. Aus dem Englischen übersetzt von Lola Humm-Sernau. Scherz Verlag, Bern 1954.
  - Deutsche Neuausgabe: Diskrete Zeugen. Aus dem Englischen übersetzt von Otto Bayer. Rainer Wunderlich, Tübingen 1979.
- Unnatural Death. Ernest Benn, London 1927.
  - Deutsche Ausgabe: Keines natürlichen Todes. Aus dem Englischen übersetzt von Otto Bayer. Rainer Wunderlich, Tübingen 1981.
- The Unpleasantness at the Bellona Club. Ernest Benn, London 1928. 
  - Deutsche Ausgabe: Es geschah im Bellona-Club. Rainer Wunderlich, Tübingen 1972.
  - Taschenbuchausgabe: Ärger im Bellona-Club. Aus dem Englischen übersetzt von Otto Bayer. Rowohlt, Reinbek bei Hamburg 1983, ISBN 3-499-15179-0.
- Strong Poison. Victor Gollancz, London 1929. 
  - Deutsche Ausgabe: Geheimnisvolles Gift. Aus dem Englischen übersetzt von Hilda Maria Martens. Nest Verlag (Inhaber: Karl Anders), Nürnberg 1951.
  - Deutsche Neuausgabe: Starkes Gift. Aus dem Englischen übersetzt von Otto Bayer. Rainer Wunderlich, Tübingen 1979.
- Five Red Herrings. Victor Gollancz, London 1931.
  - Deutsche Ausgabe: Fünf falsche Fährten. Aus dem Englischen übersetzt von Otto Bayer. Rainer Wunderlich, Tübingen 1979.
- Have His Carcase. Victor Gollancz, London 1932. 
  - Deutsche Ausgabe: Mein Hobby: Mord. Aus dem Englischen übersetzt von Dorothea Gotfurt. Scherz Verlag, Bern 1964.
  - Deutsche Neuausgabe: Zur fraglichen Stunde. Aus dem Englischen übersetzt von Otto Bayer. Rainer Wunderlich, Tübingen 1980.
- Murder Must Advertise. Victor Gollancz, London 1933. 
  - Deutsche Ausgabe: Mord braucht Reklame. Aus dem Englischen übersetzt von Martin Esslin.[39] Nest-Verlag, Nürnberg 1950.
  - Deutsche Neuausgabe: Mord braucht Reklame. Aus dem Englischen übersetzt von Otto Bayer. Rainer Wunderlich, Tübingen 1982.
- The Nine Tailors. Victor Gollancz, London 1934. 
  - Deutsche Ausgabe: Die neun Schneider. Aus dem Englischen übersetzt von Helene Homeyer. Wunderlich, Tübingen 1958.
  - Deutsche Neuausgabe: Der Glocken Schlag. Aus dem Englischen übersetzt von Otto Bayer. Rowohlt, Reinbek bei Hamburg 1980, ISBN 978-3-499-14547-6.
- Gaudy Night. Victor Gollancz, 1935 
  - Deutsche Ausgabe: Aufruhr in Oxford
- Busman's Honeymoon. Victor Gollancz, 1937 
  - Deutsche Ausgabe: Hochzeit kommt vor dem Fall, auch Lord Peters abenteuerliche Hochzeitsfahrt.
- Thrones, Dominations. Hodder & Stoughton, 1998; postum, nach einem unfertigen Manuskript vervollständigt von Jill Paton Walsh
  - Deutsche Ausgabe: In feiner Gesellschaft. Lord Peters letzter Fall.

Walshs Roman A Presumption of Death. Hodder & Stoughton, 2002 (deutsche Ausgabe Mord in mageren Zeiten. Lord Peters allerletzter Fall) basiert auf den Figuren und den während des Zweiten Weltkriegs im Spectator erschienenen Wimsey Papers von Dorothy L. Sayers.

### Sammlungen von Kurzgeschichten
- Lord Peter Views the Body. Victor Gollancz, 1928 (deutsche Ausgabe: Der Mann mit den Kupferfingern) – zwölf Kriminalstorys um Lord Peter, darunter: 1. The Abominable History of the Man with Copper Fingers (Der Mann mit den Kupferfingern), 4. The Fantastic Horror of the Cat in the Bag (Die Katze im Sack)
- Hangman's Holiday. Victor Gollancz, 1933 (deutsche Ausgabe: Das Bild im Spiegel) – zwölf neue Detektivgeschichten, darunter: 1. The Image in the Mirror (Das Bild im Spiegel), 11. The Man Who Knew How (Der Mann, der Bescheid wußte)
- In the Teeth of the Evidence and 16 other Stories. Victor Gollancz, 1939 (deutsche Ausgabe: Figaros Eingebung) – darunter: 1. In the Teeth of the Evidence (Feuerwerk), 13. The Inspiration of Mr. Budd (Figaros Eingebung)
- Striding Folly. New English Library, 1972 – die letzten drei Lord-Peter-Wimsey-Geschichten (auf Deutsch enthalten im Kurzgeschichtenband Figaros Eingebung)

### Andere Krimis
zusammen mit Robert Eustace:
- The Documents in the Case. Ernest Benn, 1930 (Die Akte Harrison, auch Der Fall Harrison)

Beteiligung an Kettenromanen des Detection Clubs:
- The Floating Admiral. 1931 (Die letzte Fahrt des Admirals)
- Six Against the Yard. 1936
- Double Death: a Murder Story. 1939 (Doppelter Tod)[40]

### Religiöse Werke
- The Greatest Drama Ever Staged und The Triumph of Easter, London 1938. (Das größte Drama aller Zeiten, darin enthalten Der Triumph von Ostern)
- Creed or chaos? (rel. Essays) 1940
- Strong Meat. [A religious tract.] 1940
- The Devil to pay 1939 (gleichfalls für die Freunde der Kathedrale von Canterbury)
- The Other Six Deadly Sins. An address given to the Public Morality Council. London 1943
- The Man Born to be King. A play-cycle on the life of our Lord and Saviour Jesus Christ. Written for broadcasting, etc., Gollancz, London, 1943. (Zum König geboren), Hörspiel.
- The Just Vengeance. rel. Schauspiel, London 1946
- Creed or Chaos? and other essays in popular theology. London 1947 u. ö.
- Homo Creator. Eine trinitarische Exegese des künstlerischen Schaffens. Schwann 1953

### Gedichte
- Op 1. Blackwell 1916.
- Catholic Tales and Christian Songs. Blackwell 1919.

### Jugendliteratur
- Even the Parrot. Methuen, 1944

### Essays
- Begin Here. Gollancz, 1940
- The Mind of the Maker. Methuen, 1942
- Unpopular Opinions. Gollancz, 1946
- The Lost Tools of Learning. 1947

### Übersetzungen
- Tristan in Brittany: being the fragments of The Romance of Tristan written by Thomas the Anglo-Norman. Drawn into the English by Dorothy Leigh Sayers. With an introduction by George Saintsbury. Ernest Benn, London, 1929.
- The Comedy of Dante Alighieri, the Florentine (La Divina comedia, göttliche Komödie). Übersetzt in Versen von Dorothy L. Sayers, fertiggestellt von Barbara Reynolds, Penguin, Harmondsworth 1949–62.
  - Hell, 1949
  - Purgatory, 1955
  - Paradise (Barbara Reynolds), 1962
- La Chanson de Roland. The song of Roland. (Rolandslied), Penguin, Harmondsworth 1957 (ihr letztes Werk)